# 1989 en gymnastique
| Années de la gymnastique : 1986 - 1987 - 1988 - 1989 - 1990 - 1991 - 1992    |
| Décennies de la gymnastique : 1950 - 1960 - 1970 - 1980 - 1990 - 2000 - 2010 |

Les faits marquants de l'année 1989 en gymnastique

## Naissances
- 3 janvier : Kōhei Uchimura, gymnaste japonais
- 20 janvier : Kim Bùi, gymnaste allemande
- 14 février : Kristian Thomas, gymnaste britannique
- 22 avril : Louis Smith, gymnaste britannique
- 12 mai : Zhang Chenglong, gymnaste chinois
- 20 juin : Aleksandr Balandin, gymnaste russe
- 2 juin : Mykola Kuksenkov, gymnaste ukrainien
- 26 août : Francesca Benolli, gymnaste italienne
- 30 octobre : Nastia Liukin, gymnaste américaine
- 1 novembre : Samir Aït Saïd, gymnaste français
- 14 décembre : Yuliya Lozhechko, gymnaste russe